# Libia en los Juegos Olímpicos de Pekín 2008
Libia estuvo representada en los Juegos Olímpicos de Pekín 2008 por seis deportistas, cuatro hombres y dos mujeres, que compitieron en cuatro deportes.
El portador de la bandera en la ceremonia de apertura fue el yudoca Mohamed Ben Saleh. El equipo olímpico libio no obtuvo ninguna medalla en estos Juegos.